# All Cried Out
All Cried Out is een nummer  uit 1985 van de Britse Yazoo-zangeres Alison Moyet. Het is de tweede (in het Verenigd Koninkrijk derde) single van haar eerste soloalbum Alf.
Het nummer haalde de achtste positie in de Britse hitlijsten en werd ook in een aantal andere landen een bescheiden hitje. In Nederland was de plaat op vrijdag 5 juli 1985 Veronica Alarmschijf op Hilversum 3 en werd een bescheiden hit. De plaat behaalde de 19e positie in de Nederlandse Top 40 en de 15e positie in de Nationale Hitparade. De Amerikaanse Billboard Hot 100 en de Vlaamse Radio 2 Top 30 werden niet gehaald.

## NPO Radio 2 Top 2000
| Nummer met noteringen in de NPO Radio 2 Top 2000 | '00 | '01  | '02 | '03 | '04 | '05 | '06  | '07 | '08 | '09  | '10  | '11  | '12  | '13  |
| ------------------------------------------------ | --- | ---- | --- | --- | --- | --- | ---- | --- | --- | ---- | ---- | ---- | ---- | ---- |
| All Cried Out                                    | 792 | 1009 | 555 | 816 | 890 | 928 | 1242 | 980 | 952 | 1741 | 1276 | 1769 | 1792 | 1789 |

1. ↑  Een vetgedrukt getal geeft de hoogste notering aan.
2. ↑  2000 was het eerste jaar met een notering voor dit nummer.
3. ↑  Deze tabel is bijgewerkt tot en met de laatste editie (2024).